# 斯馬庫斯部落
斯馬庫斯部落（賽考利克泰雅語：Smangus），俗稱新光部落，為一泰雅族部落，編屬於新竹縣尖石鄉秀巒村第8鄰，塔克金溪左岸。新光部落又稱Smangus，與同鄉玉峰村14鄰司馬庫斯(Smangus)部落同名，漢字及戶政門牌寫作「斯」馬庫斯。「斯馬庫斯」屬於泰雅族的Knazi（基那吉）支族，「司馬庫斯」則屬於Mrqwang（馬里光）支族。 新光部落高約海拔一千七百公尺左右。

## 基那吉山水蜜桃果粒醬
新光國小教育服務役替代役男賴鼎鈞於2011年收到當地學生家長送的水蜜桃，數量之多，根本吃不完，賴鼎鈞製作果醬保存，香氣特別濃郁。由於在美國念大學時就曾創業的賴鼎鈞發現賣相稍差的水蜜桃不容易賣出，靈機一動，帶領部落青年製作「基那吉山水蜜桃果粒醬」，在當地收購表面撞傷、無法銷售的水蜜桃，透過網路行銷，為水蜜桃找到新出路。盈餘一半當作部落文化基金。